# Олесно (гмина, Домбровский повет)
Гмина Олесно (Домбровский повет) (пол. Gmina Olesno (powiat dąbrowski)) — сельская гмина (волость) в Польше, входит как административная единица в Домбровский повет, Малопольское воеводство. Население — 7070 человек (на 2006 год).

## Демография
Данные по переписи 2004 года:
| Перепись                         | Всего   | Всего | Женщины | Женщины | Мужчины | Мужчины |
| -------------------------------- | ------- | ----- | ------- | ------- | ------- | ------- |
| Единицы                          | человек | %     | человек | %       | человек | %       |
| Население                        | 7595    | 100   | 3826    | 50,4    | 3769    | 49,6    |
| Плотность населения (чел./кв.км) | 97,7    | 97,7  | 49,2    | 49,2    | 48,5    | 48,5    |

## Населённые пункты
- Залипье

## Соседние гмины

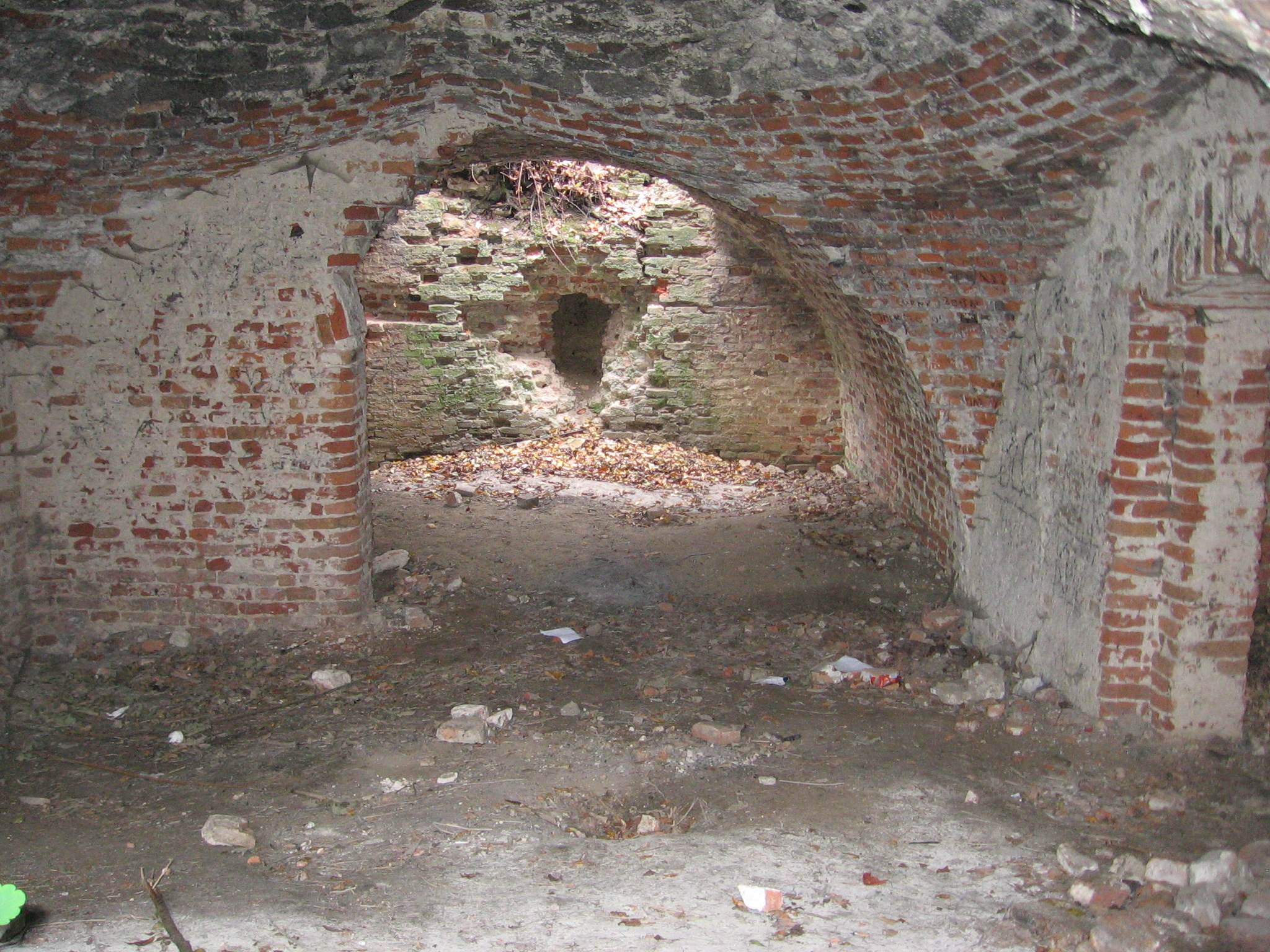
Гмина Олесно (Домбровский повет)

1. Гмина Болеслав
2. Гмина Домброва-Тарновска
3. Гмина Грембошув
4. Гмина Менджехув
5. Гмина Жабно